# Connor Franta
Connor Joel Franta (ur. 12 września 1992) – amerykański youtuber, przedsiębiorca oraz autor.
W listopadzie 2015 roku jego kanał w serwisie YouTube osiągnął 5 milionów subskrypcji. Franta był członkiem kanału OurSecondLife (Our2ndLife, O2L) pod opieką Fullscreen Network, jednak teraz jest niezależnym członkiem agencji Big Frame, zarządzanej przez Andrew Grahama.
Franta ostatnio także stał się zaangażowany w różne przedsięwzięcia przedsiębiorcze, włączając w to własną linię ubrań, muzykę, kawę oraz markę lifestyle'ową nazwaną Common Culture. Jego debiutancka książka, życiorys nazwany A Work in Progress, został wydany 21 kwietnia 2015. W lipcu 2015 została stworzona wytwórnia Heard Well, której współzałożycielem jest Franta.

## Życie osobiste
Connor Franta urodził się w Wisconsin w rodzinie lekarza Petera i gospodyni domowej Cheryl. Krótko po jego narodzinach, rodzina przeprowadziła się do La Crescent w Minnesocie. Ma dwóch braci, Dustina i Brandona oraz siostrę Nicole. Został wychowany w wierze katolickiej.
Franta uczęszczał do Katolickiej Szkoły św. Piotra w Hokah w Minnesocie od pierwszej do ósmej klasy. Jako dziecko miał nadwagę, co spowodowało, że jego matka zapisała go na zajęcia z pływania do drużyny YMCA. Brał udział w biegach przełajowych podczas nauki w La Crescent High School, którą ukończył w 2011.
Studiował biznes na Saint John’s University, Collegeville, Minnesota. Na drugim roku dodał sztukę, kładąc nacisk na nagrywanie filmików.
8 grudnia 2014 Franta ujawnił się jako gej w swoim filmiku na YouTube, stwierdzając, że wreszcie zaakceptował to, kim jest i jest „szczęśliwy będąc tą osobą”. Mówił także o pomocy, którą dostał od wielu osób w internecie i radził wszystkich zmagającym się z problemem swojej orientacji zaakceptowanie siebie. Sześciominutowe wideo zatytułowane „Coming Out” zostało obejrzane ponad 11,6 milinów razy, polubione przez ponad 960 000 osób i jest tym samym drugim najczęściej oglądanym filmikiem na kanale Connora w dniu 3 czerwca 2017.

## Kariera

### YouTube

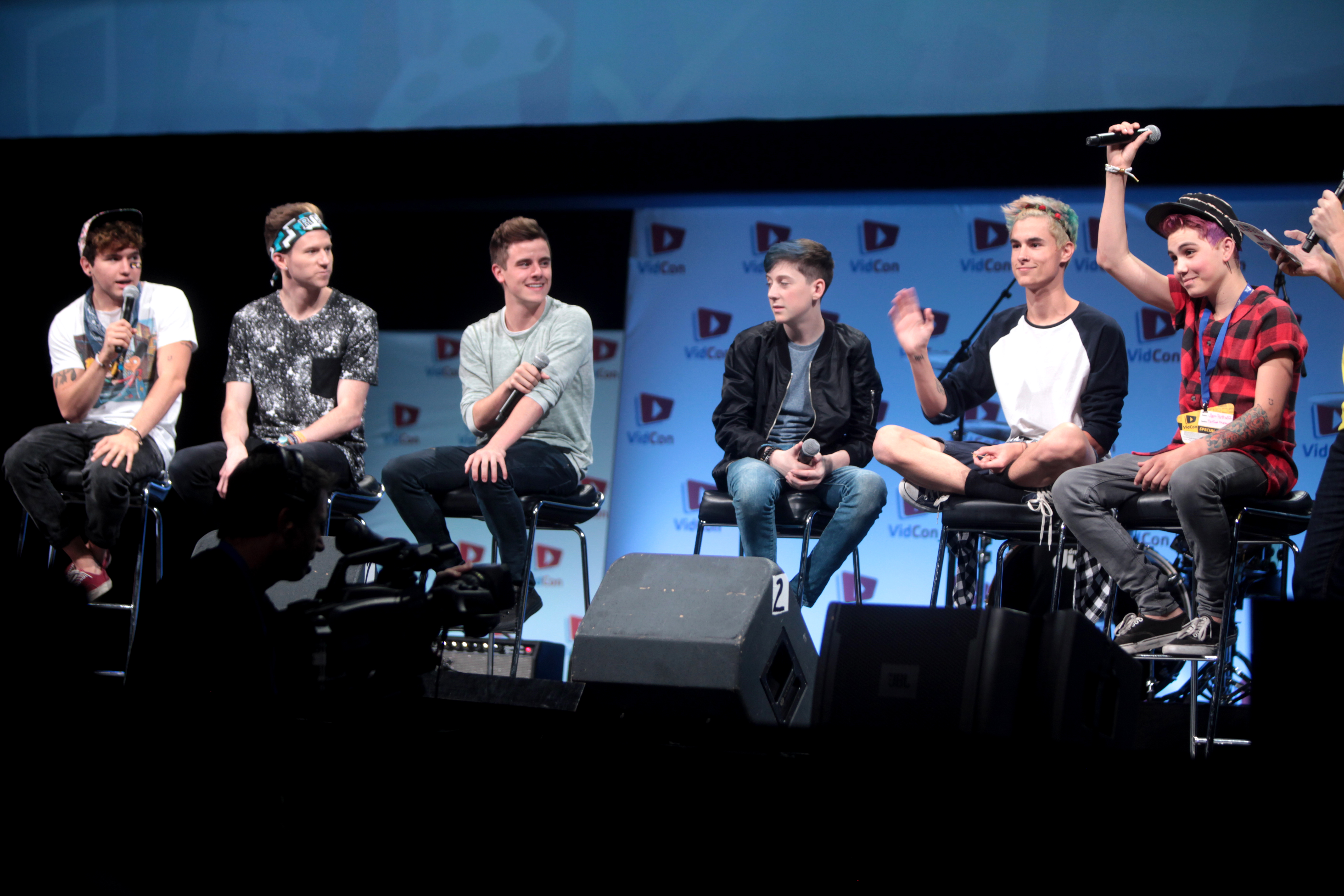
Franta (trzeci od lewej) z innymi członkami OurSecondLife na Vidcon 2014.

Zainspirowany innymi vlogerami, takimi jak Shane Dawson i Mitchell Davis, Franta opublikował swój pierwszy filmik 10 sierpnia 2010. Aktualnie jego kanał ma ponad 355 milionów odsłon i 5,65 milionów subskrypcji, co sprawia, że jest 260. najczęściej subskrybowanym na świecie.
W 2012 Franta dołączył do kanału znanego jako Our2ndLife razem z pięcioma innymi youtuberami (Kian Lawley, Trevor Moran, Justin 'JC' Caylen, Ricky Dillon oraz Sam Pottorff), który pomógł mu wybić się w serwisie YouTube. W lipcu 2014 odszedł ze względu na problemy osobiste.
W 2014 r. Franta został nominowany do nagrody Teen Choice Award w kategorii „Web Star: Male”, ale zwycięzcą okazał się Tyler Oakley. Występował on w filmach YouTube Rewind w 2014 i 2015 r., czym został uhonorowany przez YouTube za najpopularniejsze filmy roku.
W 2015 Franta został ponownie nominowany do nagrody Teen Choice Award w kategorii „Entertainer of the Year” oraz w kategorii „Choice YouTuber”, ale wygrali odpowiednio Cameron Dallas i Bethany Mota. Został także nominowany do nagrody Streamy w kategorii „Audience Choice Entertainer of the Year”. W październiku 2015 r. Franta pojawił się jako wyróżniona gwiazda w StreamCon, który odbył się w Nowym Jorku.
W styczniu 2016 r. Franta zdobył nagrodę „Favorite YouTube Star” na 42. nagrodach People’s Choice. W październiku Franta pojawił się na konferencji „My Day” w Toronto w Kanadzie.

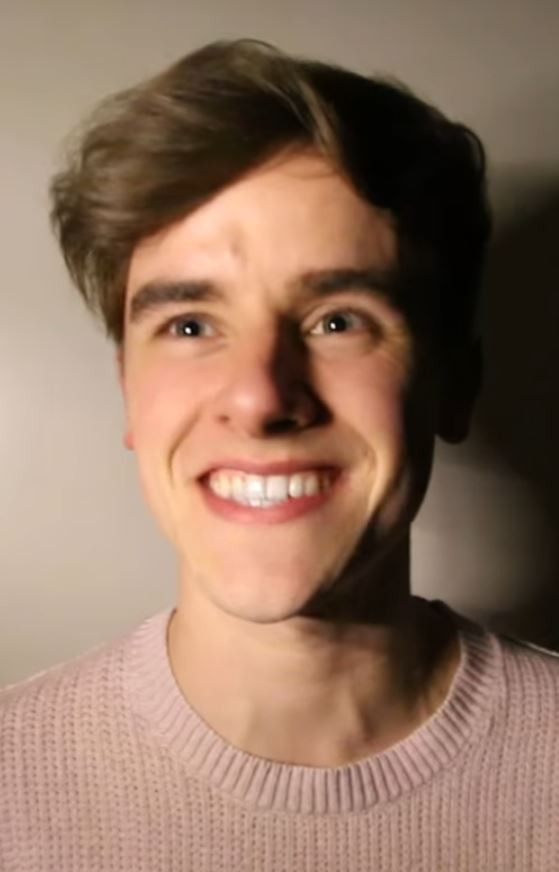
Franta w filmiku Vlogbrothers z 2016 r.

### Inne projekty

#### The Thirst Project
Franta świętował swoje 22. urodziny w 2014 roku, uruchamiając kampanię zbierającą fundusze na projekt The Thirst Project, aby zbudować studnie wodne dla mieszkańców Suazi. W ciągu miesiąca postawił sobie za cel zebranie 120 000 dolarów, oferując fanom koszulki, plakaty, wspomnienie w jednym z jego filmów wideo i połączenie Skype. W ciągu 48 godzin fani zebrali ponad 75 000 dolarów i osiągnęli pierwotny cel 120 000 dolarów w ciągu 10 dni. Pod koniec miesiąca kampania zebrała ponad 230 000 dolarów. Później odwiedził Suazi, aby zobaczyć studnie, które zostały zbudowane za zebrane fundusze. Franta otrzymał nagrodę Gubernatora za swoje prace w ramach 6. gali The Thirst Project w dniu 30 czerwca 2015, Franta uruchomił drugą kampanię na swoje 23. urodziny, a jej celem było zebranie 180 000 dolarów w ciągu 30 dni. Kiedy kampania zakończyła się w październiku 2015 r., Zarobił ponad 191 000 dolarów, co przyczyniło się do budowy 16 studni wodnych w Suazi.

#### Przedsiębiorczość
11 listopada 2014 r. Franta wydał album kompilacyjny, Crown, Vol. 1, piosenek, które sam wybrał z repertuaru wybitnych muzyków. Album znalazł się na liście Billboard 200. Drugą kompilację wydano 3 marca 2015 r. pod marką Franty, Common Culture, trzecia kompilacja została wydana 24 lipca 2015 r., czwarta w dniu 25 grudnia 2015 r., a piąta w dniu 28 kwietnia 2016 r.
W lipcu 2015 r. ogłoszono, że Franta założył wytwórnię Heard Well, we współpracy z jego menedżerem Andrew Grahamem i Jeremym Winebergiem, dystrybutorem muzyki i licencjonowania firmy Opus Label (za pośrednictwem której zostały wydane dwa pierwsze kompilacje Franty). Amanda Stencele, Lohanthony i Jc Caylen to pierwsze internetowe gwiazdy, które podpisały wspólnie ze sobą kompilacje. Wśród nich znalazł się: „Heard Well”
W lutym 2015 r. Franta wydał swoją własną linię kawy, zwaną Common Culture Coffee. Kawa została wyprodukowana we współpracy z LA Coffee Club, a 1 dolar z każdej sprzedanej torby kawy został przekazany do The Thirst Project. W czerwcu 2015 r. Franta wydała małą, limitowaną linię ubrań, we współpracy z Junk Food Clothing. W styczniu 2016 r. Franta uruchomił nową witrynę dla Common Culture.

#### Twórczość
Franta spędził ponad rok pisania swojego pamiętnika, A Work in Progress, który mówi o chwilach jego życia od narodzin i osobistych opowieściach. Została ona wydana 21 kwietnia 2015 r. Towarzysząc wydaniu książki, Franta odbyła trasę po Stanach Zjednoczonych z występami w Minnesocie, Houston, Orlando, Nowym Jorku, New Jersey i Los Angeles, w Londynie, Birmingham, Manchesterze, Liverpoolu i Leeds w Wielkiej Brytanii, i Sydney, Melbourne, Brisbane i Perth w Australii. Książka utrzymywała się przez 16 tygodni na liście bestsellerów New York Times i sprzedała się w ponad 200 000 egzemplarzy.
W styczniu 2017 Franta ogłosił, że 18 kwietnia 2017 wyda swoją drugą książkę „Note to Self”. Książka zawiera eseje, opowiadania, poezję i fotografie Franty dotyczącą problemów, w tym depresji klinicznej, lęku społecznego, rozbicia i miłości. Franta powiedział: „Jeśli moja pierwsza książka A Work in Progress stanowi odzwierciedlenie mojego życia zewnętrznego, to kontynuacja jest odbiciem mojego wewnętrznego życia”.